# Championnat d'Islande de football 1995
Navigation
Saison précédente Saison suivante
La saison 1995 du Championnat d'Islande de football était la 84e édition de la première division islandaise. Les 10 clubs jouent les uns contre les autres lors de rencontres disputées en matchs aller et retour.
L'ÍA Akranes, triple tenant du titre, a tenté de le conserver face aux neuf meilleurs clubs du pays. Pour la première fois de son histoire, le club de l'UMF Grindavík va prendre part au championnat national de première division.
C'est une nouvelle fois l'ÍA Akranes qui termine en tête du championnat et remporte le 16e titre de champion d'Islande de son histoire. C'est la première fois depuis le Valur Reykjavik entre 1942 et 1945 qu'un club gagne le championnat quatre saisons d'affilée. L'IA a fait cavalier seul cette saison puisque son dauphin, le KR Reykjavik - vainqueur cette année de la Coupe d'Islande - termine à 14 points tandis que le 3e, l'ÍBV Vestmannaeyjar réussit une très belle saison en finissant sur le podium, avec en prime une qualification directe pour la Coupe de l'UEFA.
C'est du bas de classement que vient la sensation de la saison : les deux équipes reléguées sont le FH Hafnarfjörður, vice-champion d'Islande la saison dernière et le Fram Reykjavik, un des clubs historiques du football islandais, qui replonge en 2. Deild après 12 saisons consécutives parmi l'élite.

## Les 10 clubs participants
| \| Reykjavik : · Valur - KR - Fram ÍBK Keflavík FH Hafnarfjörður ÍA Akranes Breiðablik Kopavogur ÍBV Vestmannaeyjar UMF Grindavík Leiftur Ólafsfjörður \| Clubs participants |
| Reykjavik : · Valur - KR - Fram ÍBK Keflavík FH Hafnarfjörður ÍA Akranes Breiðablik Kopavogur ÍBV Vestmannaeyjar UMF Grindavík Leiftur Ólafsfjörður                          |

| Club                 | Classement 1994 | Stade              | Ville          |
| -------------------- | --------------- | ------------------ | -------------- |
| ÍA Akranes           | 1               | Akranesvöllur      | Akranes        |
| Breiðablik Kopavogur | 7               | Kópavogsvöllur     | Kopavogur      |
| Fram Reykjavik       | 6               | Laugardalsvöllur   | Reykjavik      |
| UMF Grindavík        | 2. Deild        | Grindavíkurvöllur  | Grindavík      |
| FH Hafnarfjörður     | 2               | Kaplakrikavöllur   | Hafnarfjörður  |
| ÍBK Keflavík         | 3               | Keflavíkurvöllur   | Keflavík       |
| KR Reykjavik         | 5               | KR-völlur          | Reykjavik      |
| Leiftur Ólafsfjörður | 2. Deild        | Olafsfjörðurvöllur | Olafsfjörður   |
| Valur Reykjavik      | 4               | Hlíðarendi         | Reykjavik      |
| ÍBV Vestmannaeyjar   | 8               | Hásteinsvöllur     | Vestmannaeyjar |

## Compétition

### Classement
Le barème de points servant à établir le classement se décompose ainsi :
- Victoire : 3 points
- Match nul : 1 point
- Défaite : 0 point

| Rang | Équipe                 | Pts | J  | G  | N | P  | Bp | Bc | Diff |
| ---- | ---------------------- | --- | -- | -- | - | -- | -- | -- | ---- |
| 1    | ÍA Akranes T           | 49  | 18 | 16 | 1 | 1  | 50 | 15 | +35  |
| 2    | KR Reykjavik C         | 35  | 18 | 11 | 2 | 5  | 33 | 22 | +11  |
| 3    | ÍBV Vestmannaeyjar     | 31  | 18 | 10 | 1 | 7  | 41 | 29 | +12  |
| 4    | ÍBK Keflavík           | 26  | 18 | 6  | 8 | 4  | 29 | 29 | 0    |
| 5    | Leiftur Ólafsfjörður P | 24  | 18 | 7  | 3 | 8  | 32 | 34 | -2   |
| 6    | UMF Grindavík P        | 23  | 18 | 7  | 2 | 9  | 26 | 29 | -3   |
| 7    | Valur Reykjavik        | 23  | 18 | 7  | 2 | 9  | 26 | 34 | -8   |
| 8    | Breiðablik Kopavogur   | 18  | 18 | 5  | 3 | 10 | 24 | 31 | -7   |
| 9    | FH Hafnarfjörður       | 15  | 18 | 4  | 3 | 11 | 26 | 42 | -16  |
| 10   | Fram Reykjavik         | 12  | 18 | 3  | 3 | 12 | 18 | 39 | -21  |

|  | Qualifié pour la Ligue des champions 1996-1997 |
|  | Qualifié pour la Coupe des Coupes 1996-1997    |
|  | Qualifié pour la Coupe UEFA 1996-1997          |
|  | Qualifié pour la Coupe Intertoto 1996          |
|  | Relégation en 2. Deild                         |

### Matchs
| Résultats (▼dom., ►ext.)                                   | Brei | Val | KR  | ÍA  | ÍBV | Fram | Olaf | Kefl | FH  | Grin |
| Breiðablik Kopavogur                                       |      | 2-1 | 1-3 | 0-1 | 0-1 | 1-2  | 1-2  | 1-1  | 2-1 | 0-0  |
| Valur Reykjavik                                            | 0-3  |     | 2-1 | 1-4 | 1-3 | 3-0  | 1-2  | 0-0  | 3-0 | 0-3  |
| KR Reykjavik                                               | 2-1  | 1-0 |     | 3-2 | 4-2 | 3-1  | 2-0  | 3-3  | 0-1 | 2-1  |
| ÍA Akranes                                                 | 2-0  | 1-0 | 2-0 |     | 5-1 | 3-0  | 2-2  | 8-2  | 3-1 | 4-0  |
| ÍBV Vestmannaeyjar                                         | 2-3  | 8-1 | 1-0 | 1-3 |     | 2-1  | 4-0  | 3-2  | 6-3 | 3-1  |
| Fram Reykjavik                                             | 1-0  | 1-3 | 1-4 | 1-2 | 0-0 |      | 0-4  | 2-4  | 3-0 | 0-2  |
| Leiftur Ólafsfjörður                                       | 3-1  | 1-4 | 1-2 | 0-2 | 2-1 | 3-1  |      | 2-2  | 1-2 | 3-1  |
| ÍBK Keflavík                                               | 1-1  | 1-1 | 0-1 | 0-1 | 1-0 | 1-1  | 3-2  |      | 2-0 | 1-0  |
| FH Hafnarfjörður                                           | 2-4  | 2-3 | 2-2 | 2-3 | 1-3 | 2-1  | 2-2  | 2-2  |     | 2-0  |
| UMF Grindavík                                              | 6-3  | 1-2 | 1-0 | 1-2 | 1-0 | 2-2  | 3-2  | 1-2  | 2-1 |      |
| - Victoire à domicile - Match nul - Victoire à l'extérieur |      |     |     |     |     |      |      |      |     |      |

## Bilan de la saison
| Tableau d'Honneur                 |              |
| Compétition                       | Vainqueur    |
| Championnat d'Islande de football | ÍA Akranes   |
| Coupe d'Islande de football       | KR Reykjavik |
| Supercoupe d'Islande de football  | ÍA Akranes   |

| Qualifications européennes    |                    |
| Ligue des champions 1996-1997 | Qualifié           |
| 1er tour                      | ÍA Akranes         |
| Coupe des Coupes 1996-1997    | Qualifié           |
| 1er tour                      | KR Reykjavik       |
| Coupe UEFA 1996-1997          | Qualifié           |
| 1er tour                      | ÍBV Vestmannaeyjar |
| Coupe Intertoto 1996          | Qualifié           |
| 1er tour                      | ÍBK Keflavík       |

| Promotion et relégation |                                     |
| Relégués en 2. Deild    | FH Hafnarfjörður Fram Reykjavik     |
| Promus en 1. Deild      | Fylkir Reykjavik Stjarnan Gardabaer |

## Meilleurs buteurs
| # | Buteurs             | Clubs                | Nb de Buts |
| - | ------------------- | -------------------- | ---------- |
| 1 | Arnar Gunnlaugsson  | ÍA Akranes           | 15         |
| 2 | Tryggvi Guðmunðsson | ÍBV Vestmannaeyjar   | 14         |
| 3 | Mihajlo Bibercic    | KR Reykjavik         | 13         |
| 4 | Rastislav Lazorik   | Breiðablik Kopavogur | 11         |
| 5 | Olafur þordarsson   | ÍA Akranes           | 10         |